# Ctenitis
Ctenitis és un gènere de falgueres de la família Dryopteridaceae. Hi ha més de 100 espècies acceptades.